# 浅田 (川崎市)
浅田（あさだ）は、神奈川県川崎市川崎区の地名。現行行政地名は浅田1丁目から浅田4丁目。住居表示実施済み区域。

## 地理
川崎区の南西部に位置し、北西に京町、北と東に小田、南に田辺新田、南西に横浜市鶴見区朝日町と接している。

### 地価
住宅地の地価は、2025年（令和7年）1月1日の公示地価によれば、浅田4丁目11-16の地点で26万7000円/m²となっている。

## 歴史
浅田の地名は小田字浅間前耕地と下新田から採られたものである。

### 沿革
- 1936年（昭和11年）3月 - 耕地整理により、小田・下新田・菅沢の各一部を分離し、浅田町1丁目から浅田町4丁目を新設。川崎市浅田町となる[7]。
- 1964年（昭和39年）11月1日 - 住居表示の実施に伴い、浅田1丁目と浅田2丁目を設置。
- 1966年（昭和41年）3月1日 - 住居表示の実施に伴い、浅田3丁目と浅田4丁目を設置。浅田町は廃止。
- 1972年（昭和47年）4月1日 - 川崎市が政令指定都市の制定に伴い、川崎区が新設。川崎市川崎区浅田（1〜4丁目）なる[5][8]

#### 耕地整理による新町丁と旧字の対照[9]
- 浅田町一丁目 - 小田字浅間前耕地・田中耕地、下新田字北耕地、菅沢字道下耕地の各一部
- 浅田町二丁目 - 小田字浅間前耕地、下新田字南耕地・北耕地の各一部
- 浅田町三丁目 - 下新田字南耕地・北耕地、小田字浅間前耕地の各一部
- 浅田町四丁目 - 下新田字北耕地・南耕地、小田字田中耕地・浅間前耕地の各一部

#### 住居表示による新旧町丁の対照[10]
- 浅田一丁目 - 浅田町一丁目、同二丁目、田辺新田の各一部
- 浅田二丁目 - 浅田町一丁目、同二丁目、同四丁目、田辺新田の各一部
- 浅田三丁目 - 浅田町三丁目、同四丁目の各一部
- 浅田四丁目 - 浅田町ニ丁目の全部、浅田町三丁目、同四丁目の各一部

## 世帯数と人口
2025年（令和7年）6月30日現在（川崎市発表）の世帯数と人口は以下の通りである。
| 丁目      | 世帯数    | 人口    |
| --------- | --------- | ------- |
| 浅田1丁目 | 758世帯   | 1,422人 |
| 浅田2丁目 | 1,415世帯 | 2,171人 |
| 浅田3丁目 | 1,163世帯 | 1,992人 |
| 浅田4丁目 | 1,025世帯 | 1,828人 |
| 計        | 4,361世帯 | 7,413人 |

### 人口の変遷
国勢調査による人口の推移。
| 年                 | 人口  |
| ------------------ | ----- |
| 1995年（平成7年）  | 8,242 |
| 2000年（平成12年） | 7,430 |
| 2005年（平成17年） | 7,601 |
| 2010年（平成22年） | 7,598 |
| 2015年（平成27年） | 7,417 |
| 2020年（令和2年）  | 7,342 |

### 世帯数の変遷
国勢調査による世帯数の推移。
| 年                 | 世帯数 |
| ------------------ | ------ |
| 1995年（平成7年）  | 3,173  |
| 2000年（平成12年） | 2,975  |
| 2005年（平成17年） | 3,159  |
| 2010年（平成22年） | 3,348  |
| 2015年（平成27年） | 3,478  |
| 2020年（令和2年）  | 3,832  |

## 学区
市立小・中学校に通う場合、学区は以下の通りとなる（2025年1月時点）。
| 丁目      | 番・番地等 | 小学校             | 中学校             |
| --------- | ---------- | ------------------ | ------------------ |
| 浅田1丁目 | 全域       | 川崎市立浅田小学校 | 川崎市立京町中学校 |
| 浅田2丁目 | 全域       | 川崎市立浅田小学校 | 川崎市立京町中学校 |
| 浅田3丁目 | 全域       | 川崎市立浅田小学校 | 川崎市立京町中学校 |
| 浅田4丁目 | 全域       | 川崎市立浅田小学校 | 川崎市立京町中学校 |

## 事業所
2021年（令和3年）現在の経済センサス調査による事業所数と従業員数は以下の通りである。
| 丁目      | 事業所数  | 従業員数 |
| --------- | --------- | -------- |
| 浅田1丁目 | 29事業所  | 265人    |
| 浅田2丁目 | 80事業所  | 498人    |
| 浅田3丁目 | 55事業所  | 335人    |
| 浅田4丁目 | 45事業所  | 361人    |
| 計        | 209事業所 | 1,459人  |

### 事業者数の変遷
経済センサスによる事業所数の推移。
| 年                 | 事業者数 |
| ------------------ | -------- |
| 2016年（平成28年） | 235      |
| 2021年（令和3年）  | 209      |

### 従業員数の変遷
経済センサスによる従業員数の推移。
| 年                 | 従業員数 |
| ------------------ | -------- |
| 2016年（平成28年） | 1,470    |
| 2021年（令和3年）  | 1,459    |

## 交通
- 神奈川県道6号東京大師横浜線

## 施設
- 川崎市立浅田小学校
- 川崎浅田郵便局[21]
- 川崎警察署 浅田交番

## その他

### 日本郵便
- 郵便番号 : 210-0847[3]（集配局 : 川崎港郵便局[22]）

### 警察
町内の警察の管轄区域は以下の通りである。
| 丁目      | 番・番地等 | 警察署     | 交番・駐在所 |
| --------- | ---------- | ---------- | ------------ |
| 浅田1丁目 | 全域       | 川崎警察署 | 浅田交番     |
| 浅田2丁目 | 全域       | 川崎警察署 | 浅田交番     |
| 浅田3丁目 | 全域       | 川崎警察署 | 浅田交番     |
| 浅田4丁目 | 全域       | 川崎警察署 | 浅田交番     |